# آيري ماتسوي
آيري ماتسوي (باليابانية: 松井愛莉؛ بالكانا: まつい あいり) هي عارضة أزياء ومغنية وممثلة يابانية، ولدت في 26 ديسمبر 1996 في لواكي في اليابان.

## وصلات خارجية
- الموقع الرسمي
- آيري ماتسوي على موقع IMDb (الإنجليزية)
- آيري ماتسوي على موقع ميوزك برينز (الإنجليزية)
- آيري ماتسوي على موقع قاعدة بيانات الفيلم (الإنجليزية)